# El Edén (Las Margaritas)
El Edén es una localidad del estado mexicano de Chiapas. Es parte del municipio de Las Margaritas.

## Demografía
| Gráfica de evolución demográfica |
|                                  |

| Censo | Población |
| ----- | --------- |
| 1930  | 289       |
| 1940  | 195       |
| 1950  | 267       |
| 1960  | 358       |
| 1970  | 509       |
| 1980  | 772       |
| 1990  | 1 032     |
| 2000  | 1 169     |
| 2010  | 1 283     |
| 2020  | 1 364     |